# Trychosis sanderi
Trychosis sanderi är en stekelart som först beskrevs av Dalla Torre 1902.  Trychosis sanderi ingår i släktet Trychosis och familjen brokparasitsteklar. Inga underarter finns listade i Catalogue of Life.